# 中谷隆宏
中谷 隆宏（なかたに たかひろ、1974年5月27日 - ）は、日本のフリーアナウンサー、防災士。広島県広島市出身。身長179cm。

## 経歴
広島県広島市出身。広島市立基町高等学校、立命館大学産業社会学部を卒業後、1997年、山口放送にアナウンサーとして入社（同期に福谷貞夫）。
入社以来、夕方の顔としてニュースキャスターを担当し、2011年3月、担当14年目をもって降板（後任は高橋良）。
2000年から、防災番組「阪神淡路大震災 17日は節目の日」を担当 。西日本各地の災害現場リポート、上空からのヘリリポート、阪神・淡路大震災の被災地を巡るリポート等を行う。
2011年3月11日発生の東日本大震災では、宮城県仙台市を中心とした被災地へ。約1年、ジャーナリストや専門家らと共に行動した。
2012年4月から2015年3月まで東京メトロポリタンテレビジョン（TOKYO MX）の「TOKYO MX NEWS」18時台と20時台 のキャスターを担当。
現在はアスクマネージメント（テレビ朝日アスク）に所属。モーニングショーの8時台の取材リポーターとしてほぼ毎日リポートしている。

## 人物
- 温泉好きで、全国の温泉を訪れ、泉質研究も欠かさない。2008年秋、温泉ソムリエ協会 により「温泉ソムリエ」に認定された。
- 日本防災士会の防災士。災害のボランティアも行う。山口県防災会議防災対策専門部会 会長で山口大学の防災工学の三浦房紀教授ら、県内の専門家との交流が深く防災研究もしている。

## 過去の担当番組
- TOKYO MX NEWS（2012年4月 - 2015年3月）
2012年9月までの半年間は18時台・同局の女性キャスター陣が、日替わりでパートナーを務め、 20時台は気象予報士でもある酒井千佳キャスターがパートナーを務めた。
2012年10月から2013年3月までは放送が18時台のみで、堀友理子がパートナーを務めた。
2013年4月からは18時台と20時台に出演し、両時間帯で近藤麻智子がパートナーを務める。

## 山口放送時代の担当番組
テレビ番組
- プラス1やまぐち（1998年 - 2006年） - 同局キャスター向田好美のアシスタントを務めた。
- newsリアルタイムやまぐち（2006年 - 2010年） - 同上
- スクープアップやまぐち（2010年 - 2011年）- 2011年3月に降板するまで、およそ14年にわたり向田・中谷コンビで出演。
- 熱血テレビニュースコーナー
- 24時間テレビ愛は地球を救う（1998年 - 2010年） - 山口担当 チャリテイーアナウンサーも13年連続で担当、と紹介されていた。 他

ラジオ番組
- ラジオ局の時報アナウンス
- 詩朗読（2002年 - 2011年） - 早朝番組や特番などでまど・みちおなど詩人の詩を紹介、朗読続けアナ。
- ほっとゾーンおはようKRY（2002年 - 2011年） - 毎月17日の「阪神淡路大震災17日は節目の日」の防災特番では、防災キャスターとしてリスナーに様々な専門知識を紹介し、県内外の災害現場を取材。毎年「1月17日（阪神・淡路震災発生の日）」は神戸からのリポートが恒例。

スポーツ実況
- 全国高等学校野球選手権山口大会実況中継 （ - 2010年） - ラジオでの開幕戦と決勝大会の実況。
- 防府読売マラソン（ - 2010年） - ラジオ・メイン実況
- 中国山口駅伝（ - 2010年） - ラジオ・センター実況
- 全国高等学校サッカー選手権大会（ - 2010年） - テレビ中継 他